# Королевская аудиенсия Манилы
Королевская аудиенсия и канцелярия Манилы (исп. Audiencia y Cancillería Real de Manila) — суд апелляционной инстанции и административная структура в вице-королевстве Новая Испания.
В XVI веке испанские мореплаватели открыли много островов в Тихом океане, объявив их владениями испанской короны. Для управления заселяемыми и завоёвываемыми территориями в 1574 году было образовано Генерал-капитанство Филиппины, в административном плане входящее в состав вице-королевства Новая Испания. 5 мая 1583 года король Филипп II издал декрет об учреждении в Новой Испании королевской аудиенсии в Маниле на острове Лусон.
Президентом Аудиенсии являлся губернатор и генерал-капитан Филиппин. В состав Аудиенсии  входили четверо заседателей, которые также были судьями по уголовным делам, налоговый инспектор, главный альгуасиль, лейтенант главного канцлера и ряд других министров и должностных лиц, которые управляли всеми территориями Испанской Ост-Индии, как уже открытыми на тот момент, так и теми что будут открыты в дальнейшем. Королевский декрет устанавливал, что президент аудиенсии (то есть генерал-губернатор) должен консультироваться с членами Аудиенсии по вопросам управления, чтобы они высказали ему своё мнение, и выслушав его, поступал наиболее подходящим образом во благо господа и короля.
6-й губернатор Филиппин Гомес Перес дас Мариньас, недовольный ограничениями, которыми Аудиенсия ограничивала его власть, в 1590 году распустил её, отправив судей в Мексику. В 1596 году генерал-губернатор Франсиско де Тельо де Гусман воссоздал Аудиенсию.
За долгую историю Филиппин Аудиенсия не раз временно исполняла функции губернатора, когда тот находился в дальних военных походах, или организовывала оборону от англичан и голландцев во время военных действий.